# Jimmy Hart
Pour les articles homonymes, voir Hart.
James Ray Hart (né le 1er janvier 1943 à Jackson) dit « The Mouth of South » Jimmy Hart est un manager de catch, un compositeur et musicien américain. Il a travaillé à la World Wrestling Federation, World Championship Wrestling, Continental Wrestling Association, Memphis Wrestling, United States Wrestling Association, X Wrestling Federation, WrestleXpress et Total Nonstop Action Wrestling. Il a managé nombre de catcheurs célèbres, comme Hulk Hogan, Bret Hart, Ted DiBiase et The Honky Tonk Man.

## Carrière

### The Gentrys (1960-1980)
Avant le catch, Jimmy faisait partie d'un groupe dans les années 1960 appelé The Gentrys qui a vendu plus d'un million d'exemplaires avec le titre « Keep on Dancin ». Avant de devenir The Gentrys, ils étaient connus tout simplement sous le nom « The Gents ». Leur producteur leur disaient que s'ils ne changeaient pas leur nom, ils ne réussiraient pas dans l'industrie de la musique. Plus tard, après que le leader du groupe Larry Raspberry s'en allait, Jimmy reprenait les commandes et ils avaient peu de hits. 

### Débuts (1980-1985)
Après qu'on lui a demandé de chanter pour Jerry « The King » Lawler, Jimmy a reçu une proposition pour devenir commentateur et manager de Jerry. Il s'est aussi occupé de King Kong Bundy, « Ravishing » Rick Rude, Lanny Poffo, Jim « The Anvil » Neidhart, Ox Baker, Kamala, Randy Savage, et Eddie Gilbert; ce clan était connu sous le nom « Hart's First Family of Wrestling », ou tout simplement « The First Family ». Après que Lawler se cassa la jambe, Jimmy ramenait des talents pour s'emparer du titre de Jerry. En 1982, Hart décrochait une exposition à l'échelon national en participant à un programme avec le comédien et star de la télévision Andy Kaufman. Hart, « The King » et Kaufman poursuivaient cette feud à travers l'année. À cette époque, Hart devenait connu sous le nom « The Wimp (La Mauviette) », un surnom qui lui a été donné par Lawler et qui était repris par les fans, et qui était sujet à la chanson Wimpbusters, qu'a chanté Lawler sur le ton du populaire hit Ghostbusters de Ray Parker, Jr.. Après en 1983 et 1984, Hart amenait Austin Idol, Masao Ito, et Gilbert aux titres CWA/AWA International. Après ce succès, Hart était enrôlé par la World Wrestling Federation.

### World Wrestling Federation (1985-1993)

#### Manager (1985-1993)
Alors à la WWF, Jimmy manageait beaucoup de catcheurs. À WrestleMania I, Hart manageait King Kong Bundy alors qu'il battait S.D. (« Special Delivery ») Jones, en 9 secondes. Jimmy Hart échangeait plus tard le contrat de King Kong Bundy à Bobby « The Brain » Heenan pour en échange ceux de Missing Link et Adrian Adonis.
Toujours en 1985, Jimmy s'occupait de Jim « The Anvil » Neidhart. Après que Valentine perdait le titre Intercontinental contre Tito Santana, Hart co-manageait brièvement la Dream Team (Valentine & Beefcake), jusqu'à ce qu'il soit retiré pour s'occuper pleinement de « Luscious » Johnny Valiant. En 1986, Hart prenait sous ailes la Funk Family. Les Funks incluaient Terry, Hoss, et Jimmy Jack Funk (Jesse Barr). Ensuite Jimmy manageait Adrian Adonis et l'aidait dans la pratique de sa gimmick de « Adorable » Adrian Adonis. Cette année marquait aussi l'apparition de Bret « The Hitman » Hart; Jimmy le mettait en équipe avec Jim « The Anvil » Neidhart pour former la Hart Foundation. 
Le 26 janvier 1987, Hart amenait la Hart Foundation au succès face aux British Bulldogs pour les Titres par équipe. Hart dirigeait la Hart Foundation et l'ancien arbitre "Dangerous" Danny Davis contre les British Bulldogs et Tito Santana à WrestleMania III au Pontiac Silverdome à Détroit. Quand le Honky Tonk Man devenait heel, Hart devenait son manager. The Honky Tonk Man appelait Hart « The Colonel » en référence à Tom Parker, le manager de Elvis Presley. Avec Hart dans son coin le 2 juin 1987 à Buffalo, le Honky Tonk Man s'emparait du titre Intercontinental de Ricky « The Dragon » Steamboat. La victoire de Honky pour le titre était une décision rapide à la suite du besoin du « Dragon » de prendre du temps pour s'occuper de son bébé alors que Butch Reed (Reed était supposé devenir le nouveau champion I-C) n'était pas venu.
Plus tard en 1987, Hart était nommé par Pro Wrestling Illustrated le Manager de l'Année, un trophée qu'il remportait de nouveau en 1994. Aussi en 1987, Jimmy Hart manageait les championnes par équipe de la WWF Judy Martin & Leilani Kai, sous le nom des Glamour Girls. À WrestleMania IV, Jimmy Hart se faisait couper les cheveux par Brutus « The Barber » Beefcake. Quand Jimmy abandonnait la Hart Foundation en 1988, il s'occupait des Fabulous Rougeaus pour rivaliser avec ses anciens poulains, la storyline étant que Hart conservait toujours les droits de management de son ancienne équipe et les donnaient aux Rougeaus, leur donnant ainsi le droit d'apparaître au bord du ring à chaque fois que les Harts catchaient. Au SummerSlam 1988, Jimmy Hart accompagnait Demolition & Mr. Fuji pour les aidés à conserver les titres par équipe de la WWF contre la Hart Foundation. Ax utilisait le mégaphone de Hart comme arme pour frapper l'un des membres de la Hart Foundation et s'assurer la victoire. Le Mégaphone devenait la marque de Hart dans les années suivantes et était souvent utilisé comme arme par les catcheurs qu'il manageait et lui-même. En 1989, Hart amenait Dino Bravo dans son clan après le départ de Frenchy Martin. Après un concours de pompes entre le Ultimate Warrior et Bravo, Jimmy et Dino invitaient un homme du public faisant plus de 220 kilos sur le ring pour s'asseoir sur le dos des participants. Ce mastodonte était connu en tant que the Earthquake ; et Jimmy pensait enfin que c'était l'homme qui battrait Hulk Hogan pour le titre de la WWF.
En 1990, Hart s'occupait pour peu de temps de l'équipe Rhythm and Blues (The Honky Tonk Man et Greg « The Hammer » Valentine) pour rivaliser contre son ancienne écurie, la Hart Foundation. Il manageait aussi le Mountie, Jacques Rougeau.
Le 24 mars 1991, Hart amenait les Nasty Boys à la victoire contre la Hart Foundation pour les titres par équipe de la WWF à WrestleMania VII à Los Angles. Hart ajoutait une nouvelle équipe à sa collection ; les Natural Disasters (Earthquake et Typhoon), mais Hart finissait par se retourner contre les Natural Disasters pour s'occuper de Money Inc. (« The Million Dollar Man » Ted DiBiase et IRS). Hart faisait partie des deux règnes de champion par équipe de Money Inc. En 1992, les Natural Disasters prenaient leur revanche sur Jimmy, mais leur règne était de courte durée.
Toujours en 1992, Hart perdait les Nasty Boys à la suite d'un accrochage avec Money Inc. parce qu'ils sentaient qu'ils ne les aidaient pas. Ils pensaient que Hart ne s'intéressait qu’à ses champions. Finalement en 1993, Hart manageait Hulk Hogan et Brutus « The Barber » Beefcake après qu'il est venu au secours de Brutus Beefcake à la suite d'une attaque de Money Inc. À WrestleMania IX, Jimmy Hart manageait les Mega Maniacs, Hulk Hogan & Brutus « The Barber » Beefcake, mais ils perdaient contre Money Inc. par disqualification. Après avoir été disqualifiés, Hulk Hogan et Brutus « The Barber » Beefcake s'apprêtaient à « tabasser » l'arbitre. Jimmy leur disaient de ne pas le faire. Il attrapait lui-même l'arbitre, et l'envoyait en dehors du ring. Jimmy Hart, Hulk Hogan, et Brutus « The Barber » Beefcake restaient sur le ring et faisaient leurs poses, alors que le thème musical de Hogan « Real American » était joué. Plus tard dans la soirée, Hulk Hogan revenenait pour battre Yokozuna pour le titre de la WWF. Au King of the Ring 1993, Hart était dans le coin de Hulk Hogan alors qu'il perdait le titre WWF contre Yokozuna. C'était la dernière apparition de Hart à la WWF, comme lui et Hulk Hogan quittaient tous les deux la fédération.

### World Championship Wrestling (1994-2001)
Hogan et Jimmy faisaient une tournée brève au Japon. Après leur retour, Jimmy écrit des musiques et apparaissait régulièrement dans le show TV de Hogan, Caraïbes Offshore. Hulk Hogan emmenait avec lui Jimmy à la WCW où il restait son manager. Au Bash at the Beach 1994, Hart manageait Hulk Hogan qui remportait son premier Titre WCW contre « The Nature Boy » Ric Flair.
À Halloween Havoc 1995 : Jimmy Hart, longtemps manager et ami de Hulk Hogan, se retournait contre Hogan pour aider The Giant. En faisant cela, Jimmy Hart devenait le manager de la faction diabolique des Dungeon of Doom, créée par Kevin Sullivan incluant Hugh Morrus, The Barbarian, Meng, Kevin Sullivan, Lex Luger, The Giant, et beaucoup plus. Après la dissolution du Dungeon of Doom, Hart créait The First Family : Brian Knobbs, Jerry Flynn, The Barbarian, et Hugh Morrus. Après la dissolution de la First Family, Hart était chargé du booking de WCW Saturday Night juste avant l'arrêt de l'émission. À Spring Stampede 2000, Hart affrontait la personnalité de la radio Mancow. Les deux avaient un rematch plus tard dans l'année à Mayhem. En février 2001, Hart rejoignait le comité de booking de la WCW.

### Memphis Wrestling (2003)
En 2003, Hart relançait sa feud avec Jerry Lawler en achetant, pour le compte de la XWF, une partie de la Memphis Wrestling. 

### Total Nonstop Action Wrestling (2005)

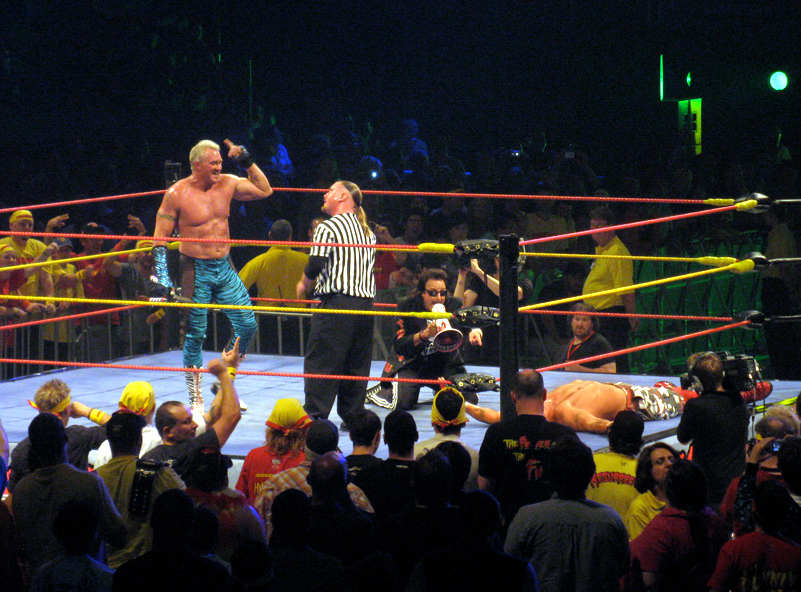
Jimmy Hart, alors manager de Edward Leslie en 2009.

Le 19 juin 2005 à Slammiversary, The Naturals étaient assistés dans leur défense de titre contre Team Canada par Hart, qui courait sur le bord du ring et donnait son mégaphone à Chase Stevens, qui frappait avec Petey Williams et effectuait le tombé sur lui. Hart était le manager des Naturals jusqu'au 3 octobre 2005. Hart n'a jamais été sous contrat à la TNA, et il ne pouvait pas consacrer tout son temps pour aider la TNA. 
Le 14 février 2010 Jimmy Hart revient à la TNA lors du Pay Per View TNA Against All Odds pour aidez les Nasty Boys à battre la Team 3D. Il devient par la suite le manager de l'équipe, et aidera la team à remporter plusieurs combats en trichant. Le 15 mars, il aide les Nasty Boys a passer à tabac Jesse Neal. Plus tard dans la soirée, lui et les Nasty battent la Team 3D et Brother Runt.

### Retour à la World Wrestling Entertainement (2011-...)
Le Hall Of Famer de la WWE, Jimmy Hart, a annoncé qu'il avait bien quitté la TNA et sera à la WWE lors du week-end de WrestleMania dans le fan axess. Il est venu pour son ami Hulk Hogan et a quitté la fédération après que Hogan ait arrêté d'y apparaître.
Selon le Hulkster il serait le manageur de Jerry Lawler à Wrestlemania. Le 3 mars, sur Twitter, Hogan a dit : « Je pense que c'est une bonne chose pour Jimmy Hart de retourner à la WWE… en tant que manager de Jerry Lawler à Wrestlemania. », ce qui se révèle faux Hulk Hogan voulant faire semblant de divulguer une information exclusive juste pour voir la réaction des fans.
Lors de Summerslam 2011 il apparait dans un segment avec R-Truth. Il devient par la suite membre des WWE Legends. Lors du WWE SmackDown spéciale légende 2012, il apparait en tant que manager  de Heath Slater et Tyson Kidd contre The Usos après le match il se fait attaquer par Mick Foley et l'étouffe avec son Mr Socko.
Il fait une apparition à SmackDown le 23 mai 2014 en compagnie de Hulk Hogan.

## Palmarès
- American Wrestling Association
  - AWA Southern Heavyweight Championship (1 fois)

- Pro Wrestling Illustrated
  - Trophée PWI Manager of the Year en 1987 et 1994.

- World Class Wrestling Association
  - Introduit dans le WCWA Hall of Fame le 6 octobre 2006

- World Wrestling Entertainment
  - WWE Hall of Fame (Classe de 2005)

- Wrestling Observer Newsletter
  - Manager de l'Année en 1983
  - Meilleurs interviews en 1984